# Niżni Gronik
Niżni Gronik – przysiółek wsi Ochotnica Dolna w Polsce położony w województwie małopolskim, w powiecie nowotarskim, w gminie Ochotnica Dolna.
W latach 1975–1998 miejscowość administracyjnie należała do województwa nowosądeckiego.